# Diplodus
Diplodus là một chi cá trong Họ Cá tráp thuộc bộ Cá vược Perciformes

## Các loài
- Diplodus annularis (Linnaeus, 1758)
- Diplodus argenteus (Valenciennes, 1830)
  - D. a. argenteus (Valenciennes, 1830)
  - D. a. caudimacula (Poey, 1860)
- Diplodus bellottii (Steindachner, 1882)
- Diplodus bermudensis (Caldwell, 1965)
- Diplodus capensis (Smith, 1844)
- Diplodus cervinus (Lowe, 1838)
  - D. c. cervinus (Lowe, 1838)
  - D. c. hottentotus (Smith, 1844)
  - D. c. omanensis (Bauchot & Bianchi, 1984)
- Diplodus fasciatus (Valenciennes, 1830)
- Diplodus holbrookii (Bean, 1878)
- Diplodus noct (Valenciennes, 1830)
- Diplodus prayensis (Cadenat, 1964)
- Diplodus puntazzo (Cetti, 1777)
- Diplodus sargus: Cá tráp trắng
- Diplodus sargus ascensionis (Valenciennes, 1830)
- Diplodus sargus cadenati (de la Paz, Bauchot & Daget, 1974)
- Diplodus sargus helenae (Sauvage, 1879)
- Diplodus sargus kotschyi (Steindachner, 1876)
- Diplodus sargus lineatus (Valenciennes, 1830)
- Diplodus sargus sargus (Linnaeus, 1758)
- Diplodus vulgaris (Geoffroy Saint-Hilaire, 1817)